# Lubuk Seberuk
Lubuk Seberuk is een bestuurslaag in het regentschap Ogan Komering Ilir van de provincie Zuid-Sumatra, Indonesië. Lubuk Seberuk telt 10.841 inwoners (volkstelling 2010).